# Calabar
Calabar er en by i Nigeria beliggende hvor floden Cross munder ud i Atlanterhavet, ikke langtfra grænsen til Kamerun mod vest. Calabar er hovedby i delstaten Cross River, der med 375.196 indbyggere ved folketællingen 2006, på et areal af 406 kvadratkilometer. også er den største by i delstaten. Det er flere højskoler og universiteter i byen. erhvervslivet består af produktion af gummi, tømmer og cement. Calabar er også en vigtig havneby.
Byen voksede op i 1600-tallet som en markedsby for efikfolket, og havde en betydelig slavehandel. Calabar var, under navnet Old Calabar, hovedstad for de britiske protektorater Oil Rivers (1885-1893), Niger Coast (1893-1900) og Southern Nigeria (1900-1906).

## Eksterne kilder og henvisninger
1. ↑  National Population Commission, Nigeria; Census 2006 Results, Cross River State, Population by Local Government Area and sex (pdf-fil) (Webside ikke længere tilgængelig) Læst 4. november 2010.
2. ↑  Statoids; Local Government Areas of Nigeria Læst 4. november 2010.
3. ↑  Calabar på Store Norske Leksikon

- Wikimedia Commons har flere filer relateret til Calabar

4°57′0″N 8°19′30″Ø / 4.95000°N 8.32500°Ø